# Ballingry
 (mai 2025).
Si vous disposez d'ouvrages ou d'articles de référence ou si vous connaissez des sites web de qualité traitant du thème abordé ici, merci de compléter l'article en donnant les références utiles à sa vérifiabilité et en les liant à la section « Notes et références ».
 (mai 2025).
Ballingry est une ville située dans le Fife, en Écosse. En 2020 la population de Ballingry est estimée à 5 940 habitants.